# Verenakapelle (Domat/Ems)

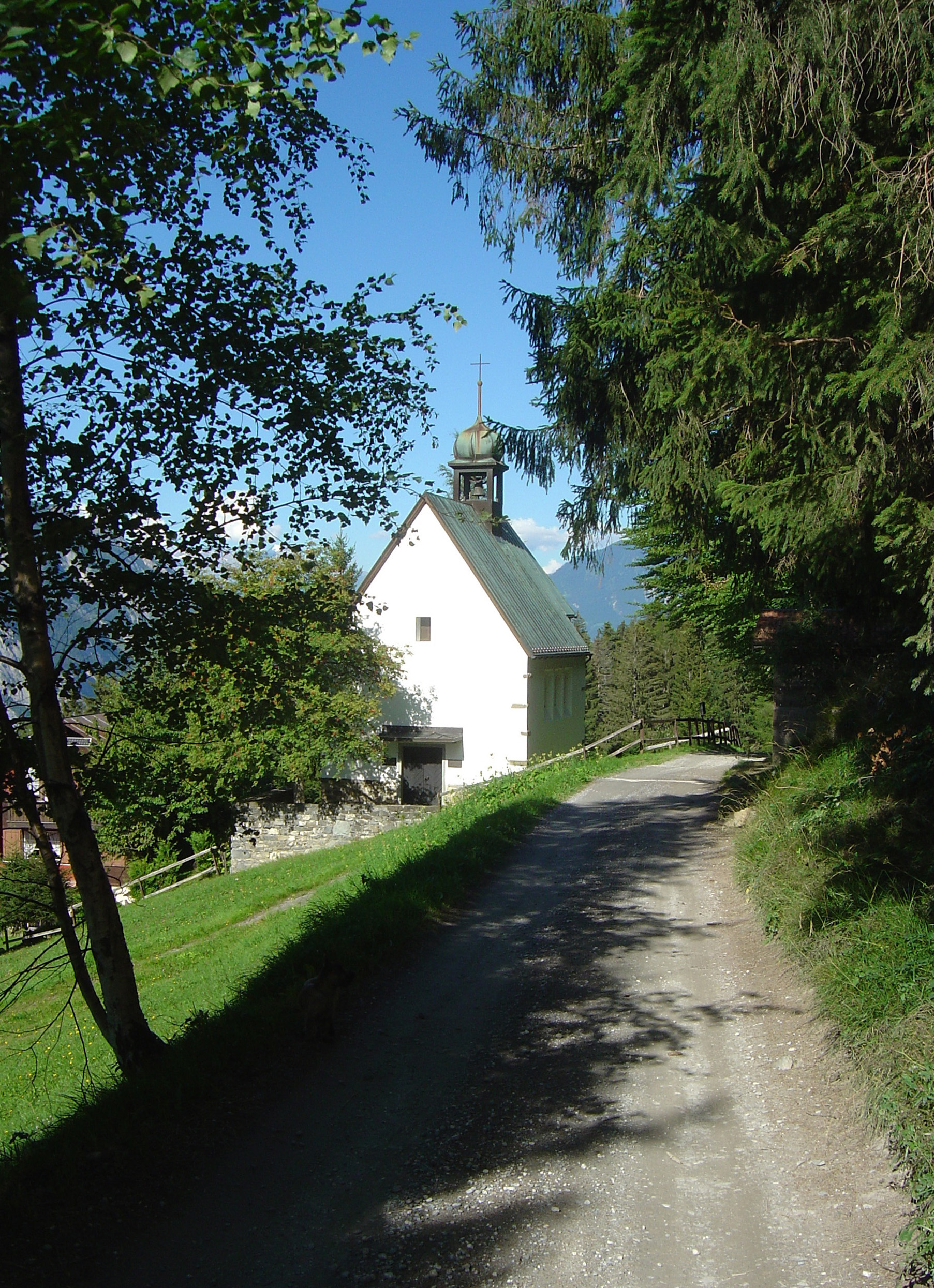
Die Bergkapelle St. Verena

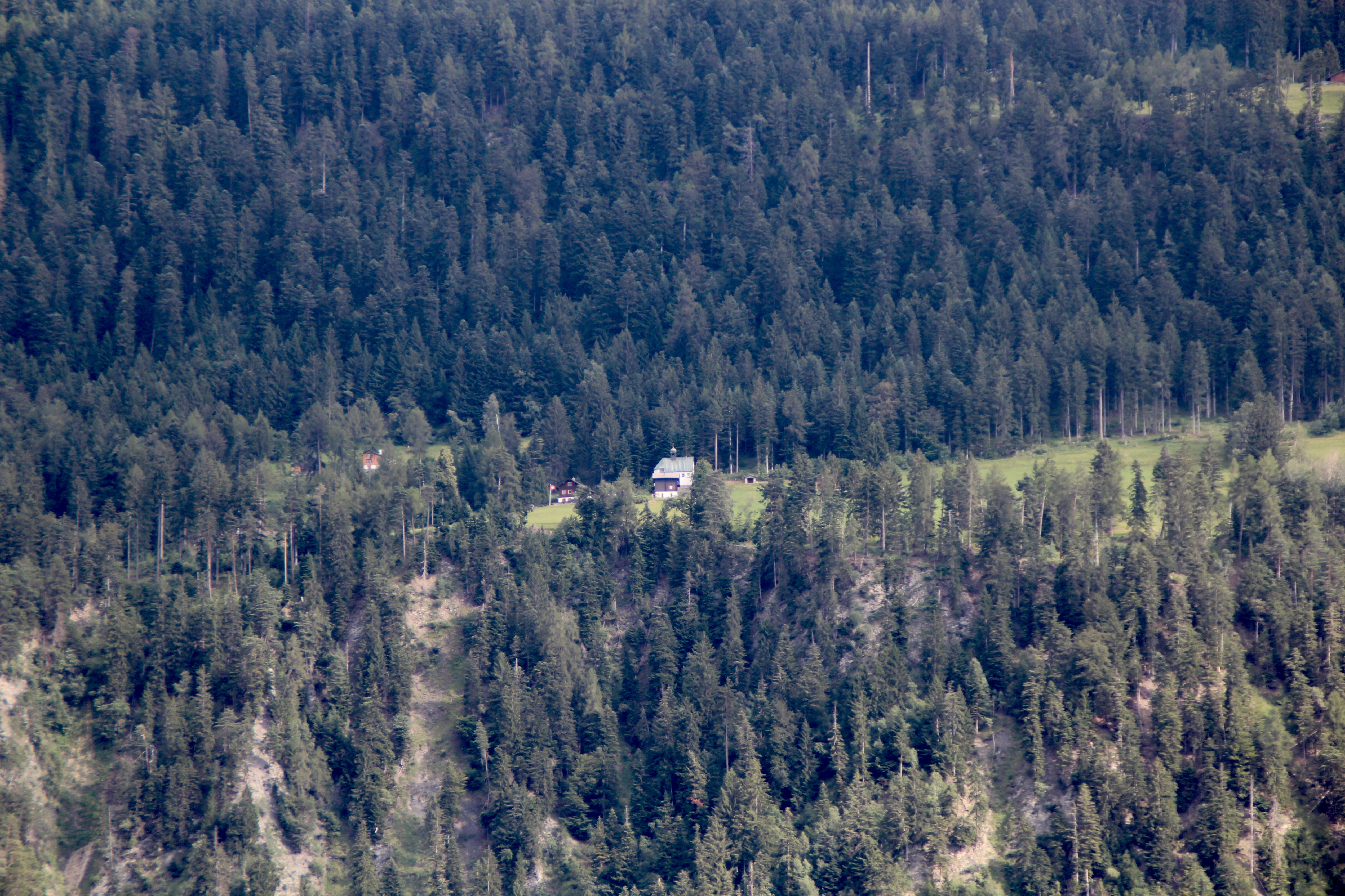
Lage der Verenakapelle

Die Verenakapelle (auch Kapelle Santa Verena) ist eine Stiftungskapelle auf den Emser Maiensässen bei Domat/Ems. Sie wurde 1932 gebaut und ist der heiligen Verena geweiht.

## Beschaffenheit
Die Kirche ist aussen ungegliedert und hell verputzt. Die Eingangstür an der Hauptfassade wird durch ein Pultdach geschützt. Links und rechts sind Metalltafeln angebracht. Sie tragen die Inschriften:
„Die Stifterin Frl. Verena Haas bittet um ein Vaterunser“
„Kapelle Sta. Verena - Christo dem König geweiht“
An der Nordseite der Kirche führt eine steinerne Treppe hinab zum Chalet. Die Sakristei ist unterkellert und besitzt einen eigenen Eingang. Das steile Satteldach ist mit Kupferblechplatten belegt und über dem Chor abgewalmt. Zwischen Chor und Schiff steht auf dem Satteldach ein viereckiger, mit Blech beschlagener Dachreiter mit viereckigen Schallöffnungen. Er ist mit einer zwiebelförmigen Blechhaube und einem Kreuz bekrönt. Darin hängt die von Hand gezogene Glocke (ø 53 cm Ton g; Gewicht 95 kg mit der Inschrift Sancta Verena pro nobis; Jahr 1932, Glockengiesserei: H. Rüetschi AG Aarau).
Die Kapelle gehört der Stiftung Bergkirchlein Sta. Verena und dem bischöflichen Ordinariat der Diözese Chur. Von Mitte Juni bis Mitte September wird dort jeden Sonntag die Heilige Messe gefeiert. 